# Amazona (pel·lícula)
Amazona és una pel·lícula documental colombiana de 2017 dirigida i escrita per Clare Weiskopf. El documental, premiat a nivell nacional i internacional, va obtenir, entre altres guardons, el Premi del Público en el Festival de Cinema de Cartagena, el Premi Andriy Matrosov al Festival Internacional de Cinema Documental de Drets Humans a Ucraïna i el Premi al Millor Projecte Pitch Documental al Festival Internacional de Cinema d'Edimburg.

## Sinopsi
El documental relata la història de Val i Clare: una mare i una filla. Després de la tràgica mort de la seva filla major, Val va deixar als seus fills i a la seva família i va escapar a la selva colombiana a la recerca de la seva pròpia identitat. Clare tenia només onze anys quan la seva mare se'n va anar i no podia entendre el que estava buscant. Un fill que es va convertir en addicte, tres ruptures i una família fracturada van quedar enrere. Ara Clare està embarassada i decideix confrontar a la seva mare, curar les ferides del passat i tractar de definir la maternitat en els seus propis termes. Juntes emprenen un viatge íntim, explorant els límits entre la responsabilitat i la llibertat, el poder de l'amor i el significat de la família.

## Repartiment
- Valerie Meikle
- Diego Weiskopf
- Nicolás van Hemelryck
- Noa Van Hemelryck Weiskopf

## Nominacions
Premis Goya
| Any  | Categoria                    | Nominat | Resultat |
| ---- | ---------------------------- | ------- | -------- |
| 2018 | Millor pel·lícula estrangera | -       | Nominada |